# 1701 en musique classique
| \| • Retour à la chronologie générale de la musique classique • \| |
| Grèce • Rome • Haut Moyen Âge • VIIIe siècle • IXe siècle • Xe siècle • XIe siècle XIIe siècle • XIIIe siècle • XIVe siècle • XVe siècle • XVIe siècle • XVIIe siècle XVIIIe siècle • XIXe siècle • XXe siècle • XXIe siècle |
| • Retour à la chronologie générale de la musique classique • |

| Années en musique classique : 1698 - 1699 - 1700 - 1701 - 1702 - 1703 - 1704    |
| Décennies en musique classique : 1670 - 1680 - 1690 - 1700 - 1710 - 1720 - 1730 |

## Événements
- 10 novembre : Omphale, opéra de André Cardinal Destouches est créé à l'Opéra de Paris.
- Second livre de pièces à une et deux violes, de Marin Marais.
- Six suites pour clavecin, de Charles Dieupart.
- Scylla, tragédie lyrique de Theobaldo di Gatti.
- Georg Philipp Telemann fonde à Leipzig les concerts publics du Collegium Musicum.
- Auserlesene Instrumentalmusik de Georg Muffat.

## Naissances

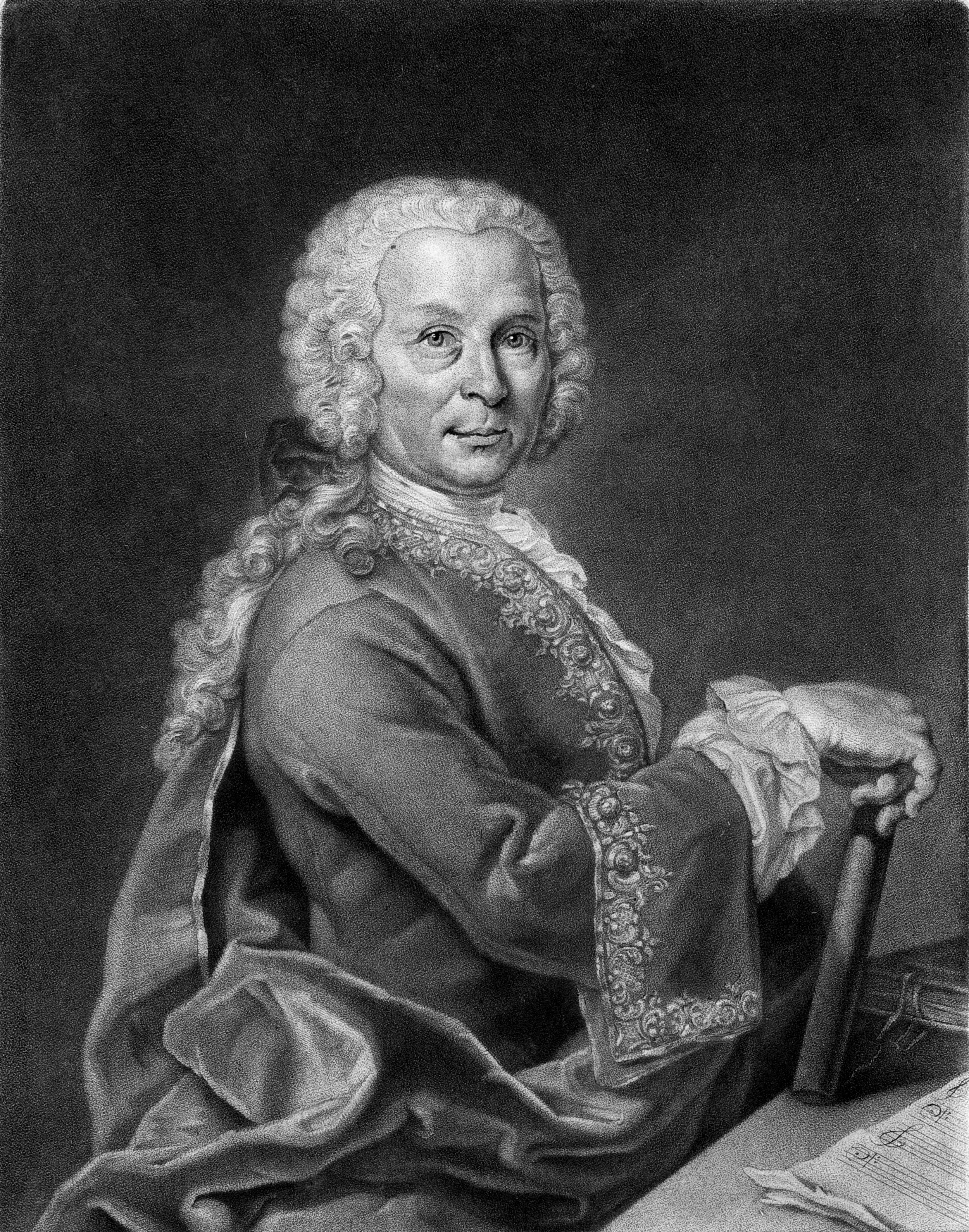
Johann Joachim Agrell

- 1er février : Johann Joachim Agrell, compositeur suédois († 19 janvier 1765).
- 19 juin : François Rebel, compositeur et violoniste français († 7 novembre 1775).

Avant 1701
- Tommaso de Mauro, compositeur italien  († après 1716).

## Décès
- 10 mars : Johann Schelle, compositeur et Thomaskantor allemand (° 6 septembre 1648).
- 17 juillet : Giulio Cesare Arresti, organiste, chef d'orchestre et compositeur italien (° 26 février 1619).

Date indéterminée :
- Gian Domenico Partenio, compositeur, ténor et prêtre italien (° avant 1650).

Vers 1701 :
- Carel Hacquart, compositeur néerlandais d'origine flamande (° 1640).
- Servaes de Koninck, compositeur néerlandais d'origine flamande (° vers 1654).